# Milčo Mančevski
Milčo Mančevski (makedonsky Милчо Манчевски; * 18. říjen 1959, Skopje) je severomakedonský filmový režisér, fotograf, spisovatel, performer a novinář. Jeho filmový debut, snímek Před deštěm z roku 1994, byl nominován na Oscara v kategorii nejlepší cizojazyčný film a získal Zlatého lva na Mezinárodním filmovém festivalu v Benátkách. Získal rovněž cenu Independent Spirit Award za nejlepší zahraniční film, cenu David di Donatello pro nejlepší neitalský film a další ceny. V protiválečném dramatu se proslavil herec Rade Šerbedžija. Film byl distribuován v padesáti zemích.
Již roku 1981 Mančevski absolvoval filmový kurs na Southern Illinois University a i dnes žije a pracuje ve Spojených státech, v New Yorku. Vedl doktorský filmový program na New York University a přednáší režii na Brooklyn College. V USA natočil filmy jako westernové drama Prach nebo horor Stíny. Točí též reklamy, dokumenty či hudební videoklipy (např. klip Tennessee pro skupinu Arrested Development).